# Consequence of Power
Consequence of Power è il quinto album in studio del gruppo musicale heavy metal statunitense Circle II Circle, pubblicato nel 2010 dall'etichetta discografica AFM Records.
| Recensione | Giudizio |
| ---------- | -------- |
| AllMusic   | [ 2 ]    |

## Il disco
Si tratta del secondo concept album della band e si incentra sulla figura di un personaggio coinvolto, contro la sua volontà, in assurdi giochi di potere e in una spirale di follia. Il libretto del CD riporta alcune illustrazioni inerenti alle vicende narrate, disegnate da Claudio Bergamin, della cui collaborazione si sono avvalsi anche gli Accept e Rob Halford.
Il CD è uscito anche in edizione digipack con la traccia bonus Symptoms of Fate, aggiunta in quinta posizione e con conseguente modifica della numerazione.

## Tracce
1. Whispers In Vain – 5:24
2. Consequence Of Power – 4:25
3. Out Of Nowhere – 4:10
4. Remember – 5:30
5. Mirage – 5:05
6. Episodes Of Mania – 5:09
7. Redemption – 5:31
8. Take Back Yesterday – 5:03
9. Anathema – 5:16
10. Blood Of An Angel – 5:07

### Tracce edizione digipack
1. Whispers In Vain – 5:24
2. Consequence Of Power – 4:25
3. Out Of Nowhere – 4:10
4. Remember – 5:30
5. Symptoms Of Fate – 4:19
6. Mirage – 5:05
7. Episodes Of Mania – 5:09
8. Redemption – 5:31
9. Take Back Yesterday – 5:03
10. Anathema – 5:16
11. Blood Of An Angel – 5:07

## Formazione
- Zak Stevens  - voce
- Andrew Lee - chitarra
- Paul Michael Stewart - basso, tastiere
- Johnny Osborn - batteria